# کاندکومبورا
کاندکومبورا (به لاتین: Kandekumbura) یک منطقهٔ مسکونی در سری‌لانکا است که در استان مرکزی (سری‌لانکا) واقع شده‌است.